# Sabine Thieltges
Sabine Thieltges (* 3. Juli 1981) ist eine deutsche Säbelfechterin und Mannschafts-Europameisterin, die für die Königsbacher SC Koblenz startete.

## Erfolge
1999 wurde Thieltges Zweite bei den Juniorenweltmeisterschaften in Dijon. Im gleichen Jahr nahm sie auch schon in der Altersklasse der Aktiven an den Weltmeisterschaften in Seoul teil und belegte den 19. Platz im Einzel und den fünften mit der Mannschaft. Ein Jahr später wurde sie sowohl bei den Weltmeisterschaften in Budapest als auch bei den Europameisterschaften in Funchal vierte mit der Mannschaft. Im Einzel belegte sie den 18. beziehungsweise 17. Platz. Ihren größten sportlichen Erfolg erzielte sie mit der Damensäbel-Mannschaft im Jahr 2001. Mit Sandra Benad, Susanne König und Stefanie Kubissa gewann sie die Europameisterschaften in Koblenz nach einem knappen Sieg gegen Italien. Bei den Weltmeisterschaften im gleichen Jahr in Nîmes errang die Mannschaft Bronze.
Thieltges wurde mit dem Königsbacher FC im Jahr 2006 deutsche Vizemannschaftsmeisterin. Im Einzel wurde sie Dritte bei den Deutschen Meisterschaften 2001.